# Дегтярское рудоуправление
Дегтя́рское рудоуправле́ние — горнорудное предприятие, основанное в 1914 году и действовавшее до 2010 года на территории города Дегтярска Свердловской области.

## Географическое положение
Дегтярское месторождение медноколчеданных руд расположено в 34 километрах юго-западнее города Екатеринбурга в долине реки Дегтярки, на горе Караульной (Лабаз) на границе Европы и Азии.

## История создания

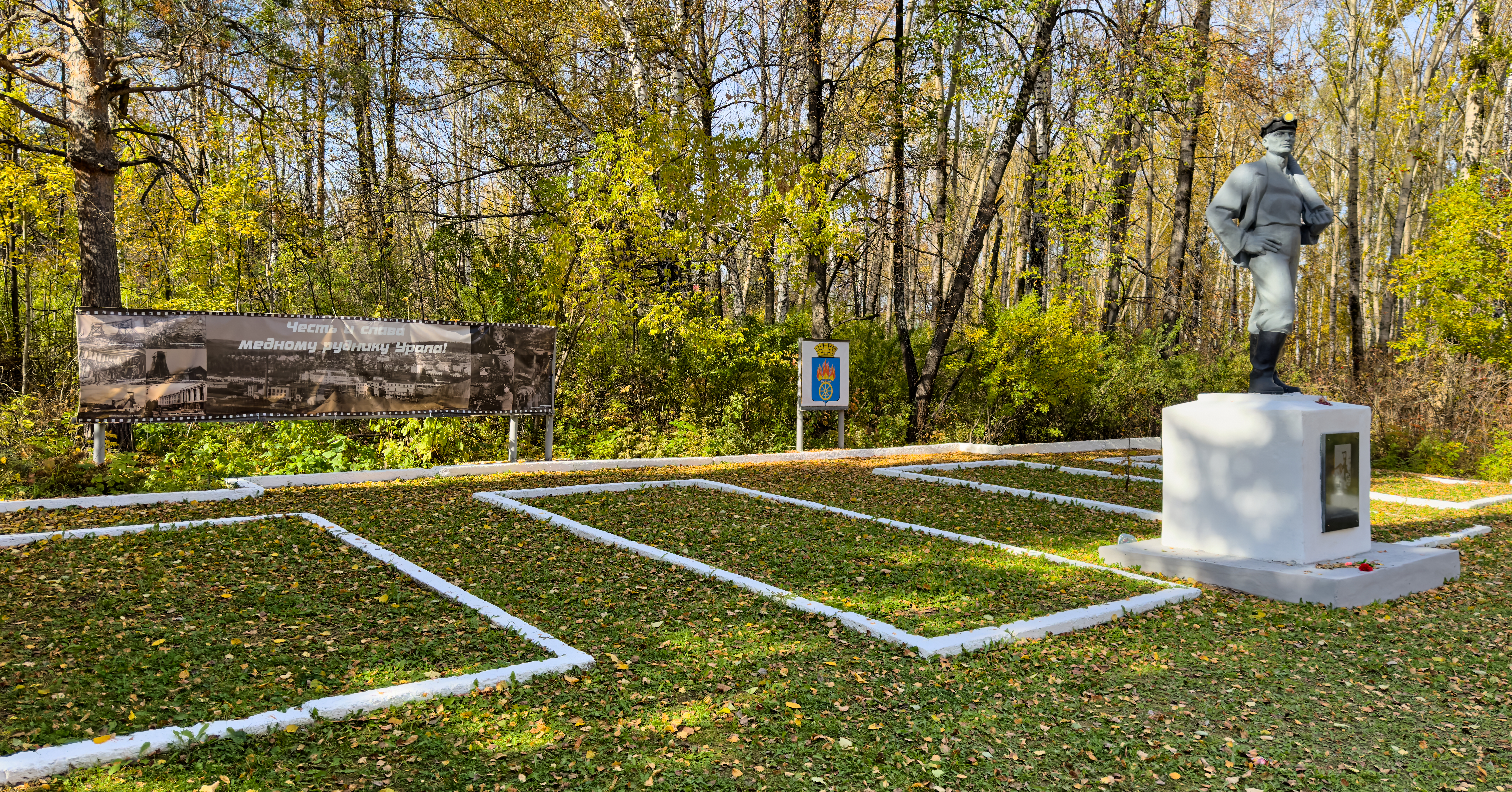
Мемориал шахтёрам около здания рудоуправления

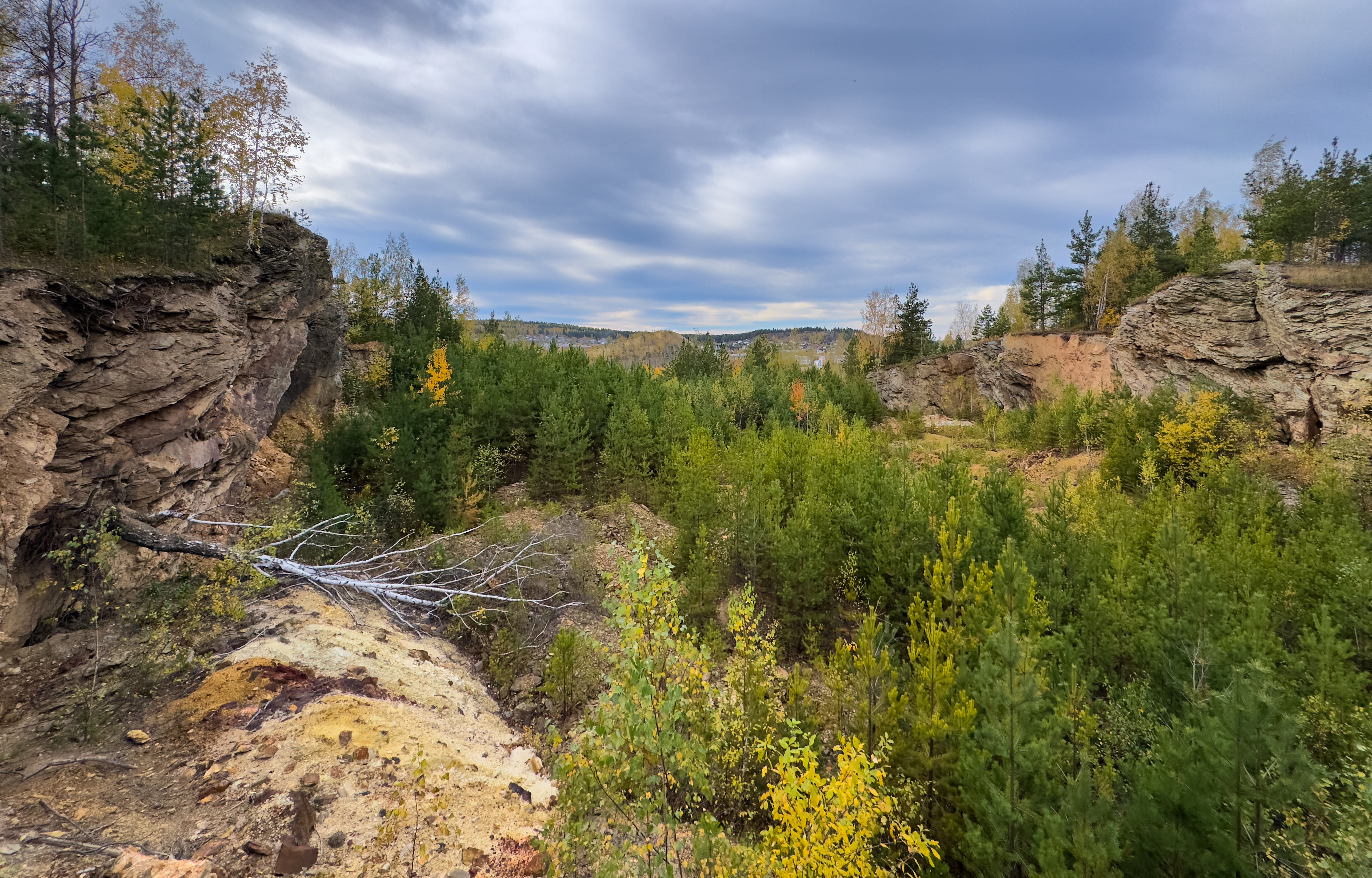
Гора Лабаз-камень (Караульная) в Дегтярске: провал на месте наклонного ствола шахты

### Дегтярский медный рудник
В 1890 году месторождение меди было предсказано академиком Александром Петровичем Карпинским, и с 1907 года русско-английское Акционерное общество Сысертского горного округа начало вести разведочное бурение на месторождение. В 1911—1913 годах были заложены разведочные шахты, а с 22 сентября 1914 года запущены шахты «Лондон» и «Петербург». В это же время была проложена железная дорога Ревда-Дегтярск к шахтам, соединив с магистралью Казань-Пермь-Екатеринбург. На руднике работали в основном австрийские военнопленные. После национализации рудника в 1917 году добыча была прекращена в 1918 году, и рудник и карьеры были затоплены.
Концессия с «Лена Голдфилдс»
С 1922 года началась отгрузка заготовленной руды. А в ноябре 1925 года рудник был передан в концессию английскому акционерному обществу «Лена Голдфилдс» (англ. Lena Goldfields Co., Ltd). С 1927 года общество откачало воду с затопленных шахт, построило две шахты «Нью-Йорк» и «Берлин», конные ворота заменило электрическими подъёмными лебёдками, построило обогатительную фабрику флотационного обогащения. Численность персонала выросла до 745 человек. В 1930 году договор концессии по инициативе советского государства был расторгнут.
Предвоенное время
В 1939—1940 годах запущены шахты «Капитальная № 1» и «Капитальная № 2», выполненные по проекту института «Севгипроцветмет» (Унипромедь). Производительность Дегтярского медного рудника, в тысячах тонн руды: 1915 — 22,8; 1916 — 17,4; 1917 — 35,7; 1918—1927 − 0; 1928 — 54,2; 1929 — 97,8; 1932—229,8; 1934—317; 1938—732.
В годы Великой Отечественной войны
С рудника было призвано более 3000 человек. В шахтах стали работать женщины. Использовался труд военнопленных немцев и румын. Директором рудника был Малкин И. М. За самоотверженный труд рудник неоднократно отмечался переходящим Красным знаменем Государственного Комитета Обороны.
Послевоенное время
В 1970 году создано Дегтярское рудоуправление, в которое вошли Дегтярский рудник, Гумёшевский рудник, Крылатовский рудник, Пышминский рудник, известковое производство, вспомогательные цеха, два участка по выпуску товаров народного потребления и подсобное хозяйство. В 1952—1960 годах Дегтярским рудником руководил Виктор Петрович Дерягин. Впервые в СССР совместно с институтом ЦНИГРИ внедрена система автоматизированного контроля и управления проветриванием горных выработок. Выработка руды сокращалась и уходила на более глубокие горизонты. Шахты «Капитальная № 1» и «Капитальная № 2» были закрыты. Реконструировано известковое производство, построено 6 современных обжиговых шахтных печей с полной механизацией загрузки шихты. Запущен карьер на Южно-Вязовском месторождении.
Экология
Построена нейтрализационная установка, очистные сооружения, пылеуловители на обжиговых печах, рекультивация земель.

#### Известковый карьер
Известковый карьер добывает известняк путём буровзрывных работ, так в 1990 году было добыто 692 тысяч тонн, в 1994 году — 305 тысяч тонн, в 1998 году — 228 тысяч тонн. В карьере работало в 1990 году − 102 человека, в 1999 году — 92 человека. В автопарке имелось два самосвала БЕЛАЗ грузоподъёмностью 30 тонн и два экскаватора с ковшами 4,6 м³. и 5 куб.м.

### Крылатовский рудник
Крылатовское месторождение было открыто в 1803 году заводским крестьянином деревни Кургановой Андреем Крылатковым при содействии мастерового Баландина. На сенокосе в верховьях речки Кунгурки Крылатков обнаружил кварцевую глыбу, блестящую на солнце.
Образец руды показал содержание золота 419—504 г/т. Начальник Екатеринбургских горных заводов И. Ф. Герман лично отправился на речку Грязнушку (приток р. Кунгурки) и убедился в богатстве нового месторождения. Из первых 16,4 тонн руды было получено 890 грамм золота, а золотая пластина весом 2 фунта 27 золотников с выгравированным годом открытия рудника была отправлена Александру I. В 1803—1810 годах было добыто 8 пудов 2 фунта 70 золотников золота. С 1810 года рудник был заброшен.
В 1901—1913 годах Акционерное Общество Сысертского горного округа ведёт разведочные скважины до 50 метров, строит несколько эксплуатационных шахт глубиной 20-67 метров. Для извлечения золота были запущены две трёхбегунные чаши, а в 1909 году циановый завод, с извлечением из эфелей бегунных чаш. В 1901—1913 годах добыто 600 кг золота. В 1914 году работы на Крылатовском руднике были прекращены, оборудование вывезено, а постройки проданы на слом.
В 1932 году Сысертское приисковое управление треста «Уралзолото» начало работы по восстановлению шахты № 2 (глубина 67 метров), осушению северной кварцевой линзы, проверке степени выработанности верхних горизонтов. В 1932—1934 годах эксплуатация проводилась старательским способом из старого разреза. Добытые руды обрабатывались на вновь выстроенной бегунной фабрике, но в связи с малыми объёмами добычи рудник снова был поставлен на консервацию.
Для Среднеуральского медеплавильного комбината в 1939—1942 годах проводились геолого-разведочные работы, были разведаны колонковым бурением глубины 120—130 метров, рудная зона описана до 5 километров, были открыты ряд новых жил, проведена полная ревизия запасов, прошедших в 1941 году утверждение в ВКЗ CCCP. Анализ руды на молибден не дал положительный результат.
В 1950 году началась добыча золотокварцевой руды. В 1950—1956 годах добыча шла через три ствола шахты № 1-бис, № 3 и № 10 по 39 тысяч тонн в год. Был реконструирован ствол шахты № 10, построена рудосортировка, компрессорная, рудоподъем, механическая мастерская, гараж, кузница и прочие производственные объекты.
В 1950—1961 годах крупная фракция руды отгружалась на СУМЗ как флюс, а мелкая фракция обрабатывалась на фабрике рудника. В 1961 году после внедрения новой технологии плавки медноколчеданных руд на СУМЗ стала поставляться и мелкая фракция, бегунная фабрика была демонтирована, а вся руда после дробления и сортировки отправлялась на СУМЗ, или на Кировградский медеплавильный комбинат, или на Красноуральский медеплавильный комбинат.
Согласно проекту строительства нового рудника от 1963 года содержание золота (от 2,29 до 3 г/т) и серебра (2,03-2,99г/т) в золоторудной жиле. В 1966 году началось строительство шахты «Центральная». Порода из забоев поднималась скреперными лебедками 30ЛС-2С и 17ЛС-2С, оснащенными скреперами емкостью 0,25 м³, бурение производилось перфораторами ПТ-36, а зарядка скважин пневмозарядчиками ЗМК-25. Руда к стволу шахты «Центральная» подавалась аккумуляторными электровозами в вагонах АГ-4М, после выдачи и обработки руды на рудосортировке 10—12-тонными самосвалами она транспортировалась в г. Дегтярск для отправки в железнодорожных вагонах на СУМЗ. В 1967 году запущена автоматизированная компрессорная установка, насосная и вентиляционный комплекс. Водоотлив производился через шахту № 10 тремя насосами КСМ-100. Вентиляция выработок осуществлялась через ствол шахты «Южная-Вентиляционная» (бывшая шахта «Южная») вентилятором ВОКР-1,8, а отработанный воздух выдавался через шахту «Северная-Вентиляционная» (бывшая шахта «Северная»).
В 1970 году Крылатовский рудник вошёл в состав Дегтярского рудоуправления, а в 1970—1974 годах был построен комплекс шахты «Северная-Вентиляционная», комплекс лесоспускной скважины и ГВУ, АБК, надшахтное здание и подъемная установка шахты «Центральная», центральная котельная, очистные сооружения, ствол шахты «Южная-Вентиляционная», горные выработки, ЦПП, насосная главного водоотлива, дробильно-сортировочная фабрика и железная дорога Дегтярск—Крылатовский рудник. В 1980—2001 годах были отработаны горизонты 190 м, 250 м, 310 м и проведена углубка ствола шахты «Северная-Вентиляционная» до горизонта 370 м. В 2000 году СУМЗ отказался от крылатовской руды и перешёл на другое сырьё, и в 2006 году Крылатовский рудник был закрыт.
В начале 1990-х годов подземным способом добывалась флюсовая руда, Добыто было в 1990 году — 105 тонн, 1994—114 тонн, 1999—120 тонн. Численность персонала рудника в 1990 году — 341 человек, в 1999 году — 391 человек.
Крылатовский рудник был затоплен, а над верхними выработками образовалась зона обрушения, которая к 2009 году заполнилась водой. Для предотвращения затопления посёлка в 2012 году на южном стволе установили насосную станцию, которая поддерживает допустимый уровень грунтовых вод.

### Пышминский рудник
В 1970 году Пышминский рудник был подчинен Дегтярскому рудоуправлению, но в сентябре 1976 года Пышминский рудник был закрыт, а к 1980 году был закончен демонтаж оборудования и начата его мокрая консервация.

### Гумёшевский рудник
В 1970 году Гумёшевский рудник вошёл в состав Дегтярского рудоуправления. В 1994 году произошло завершение горных работ по добыче руды.
В 1994 − 1997 годах были проведены демонтажные и рекультивационные работы.
С 2004 года на Гумешевском месторождении силами ОАО «Уралгидромедь» проводится подземное выщелачивание с использованием концентрированной серной кислоты.

## Закрытие
ОАО «Дегтярское рудоуправление» было признано банкротом определением Арбитражного суда Свердловской области от 26.11.2010 года, о чём внесена запись в реестр 17.12.2010 года. Преемником ОАО «Дегтярское рудоуправление» в части известкового карьера стало ООО «Уральское карьероуправление».

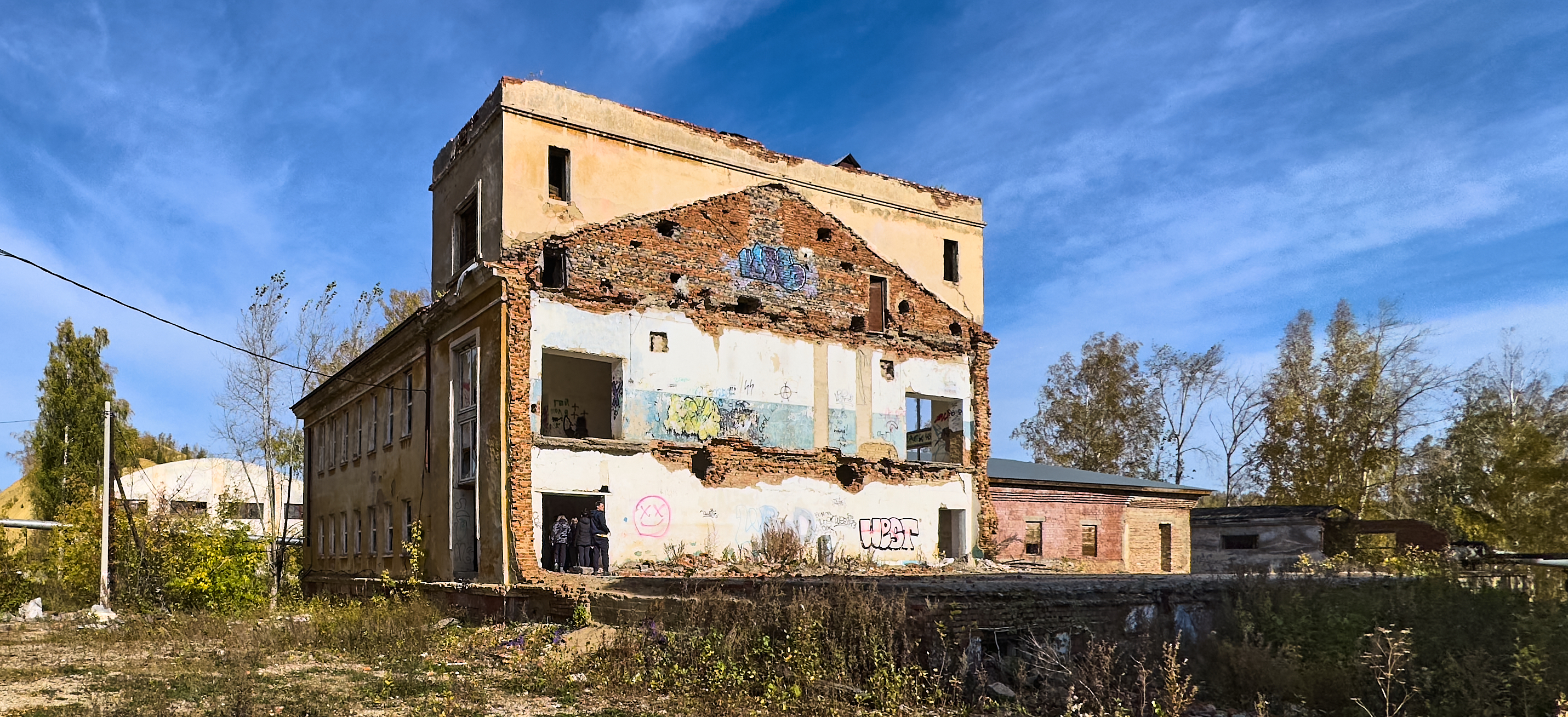
Заброшенные корпуса
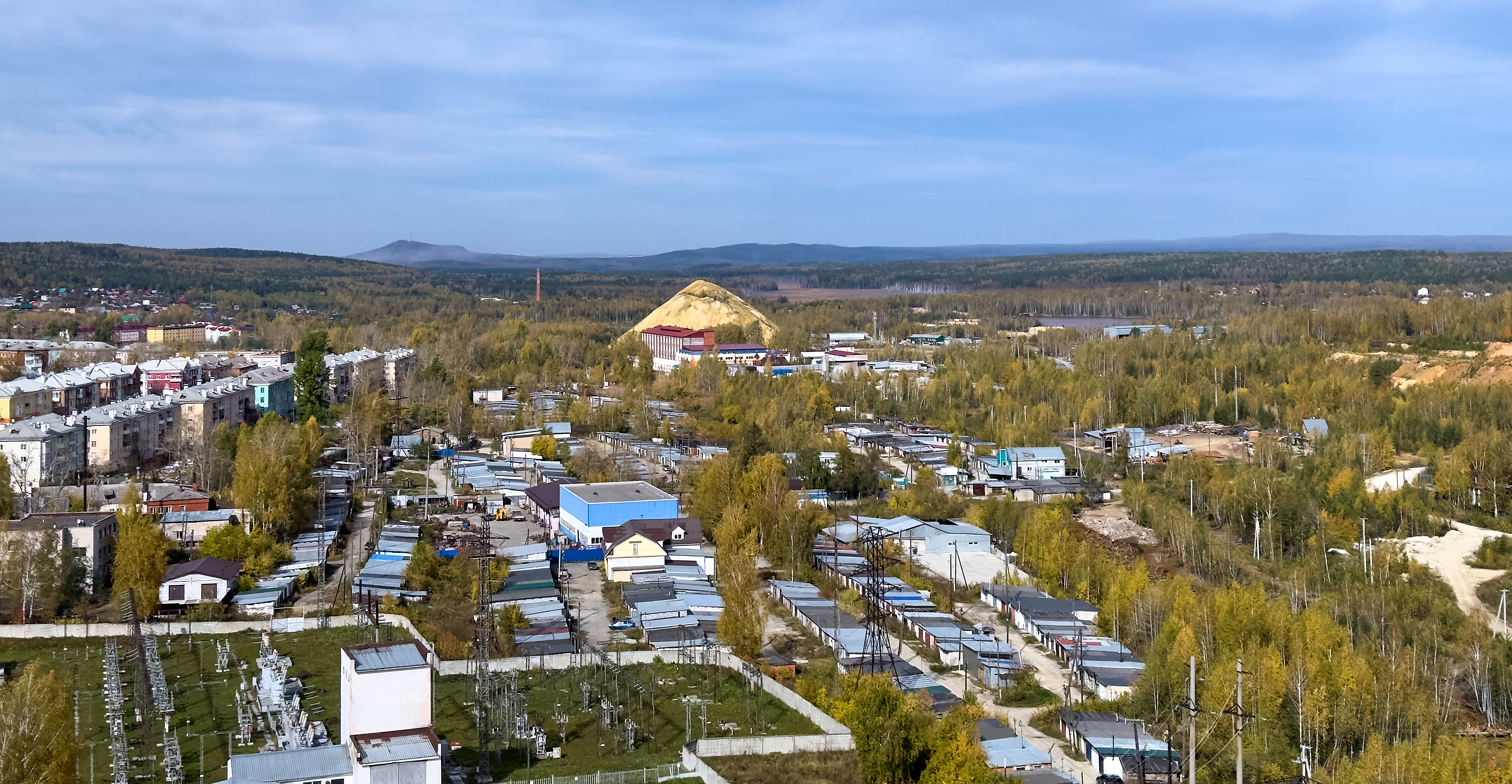
На дальнем плане террикон шахты Капитальная-1
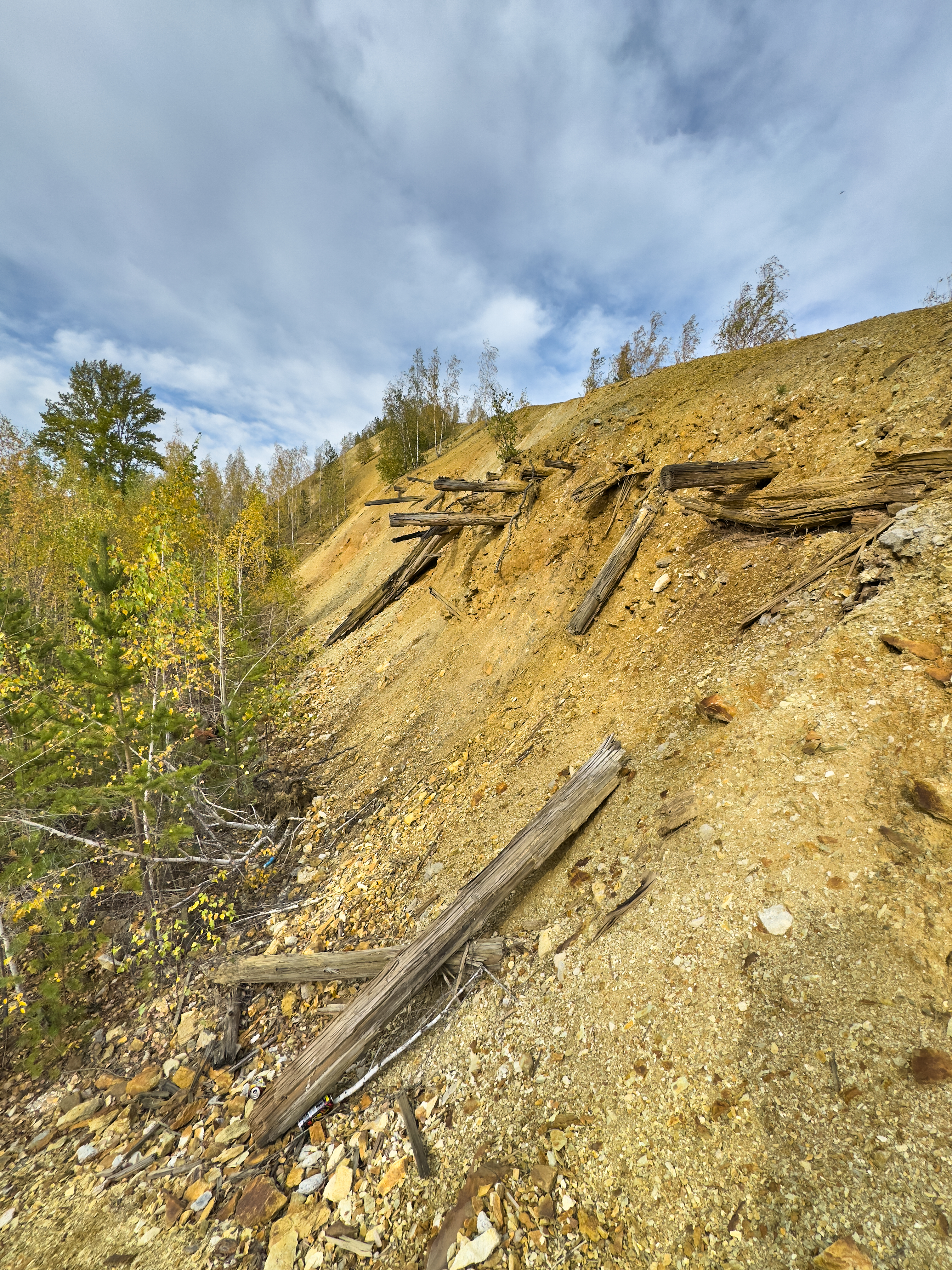
Террикон шахты Капитальная-2
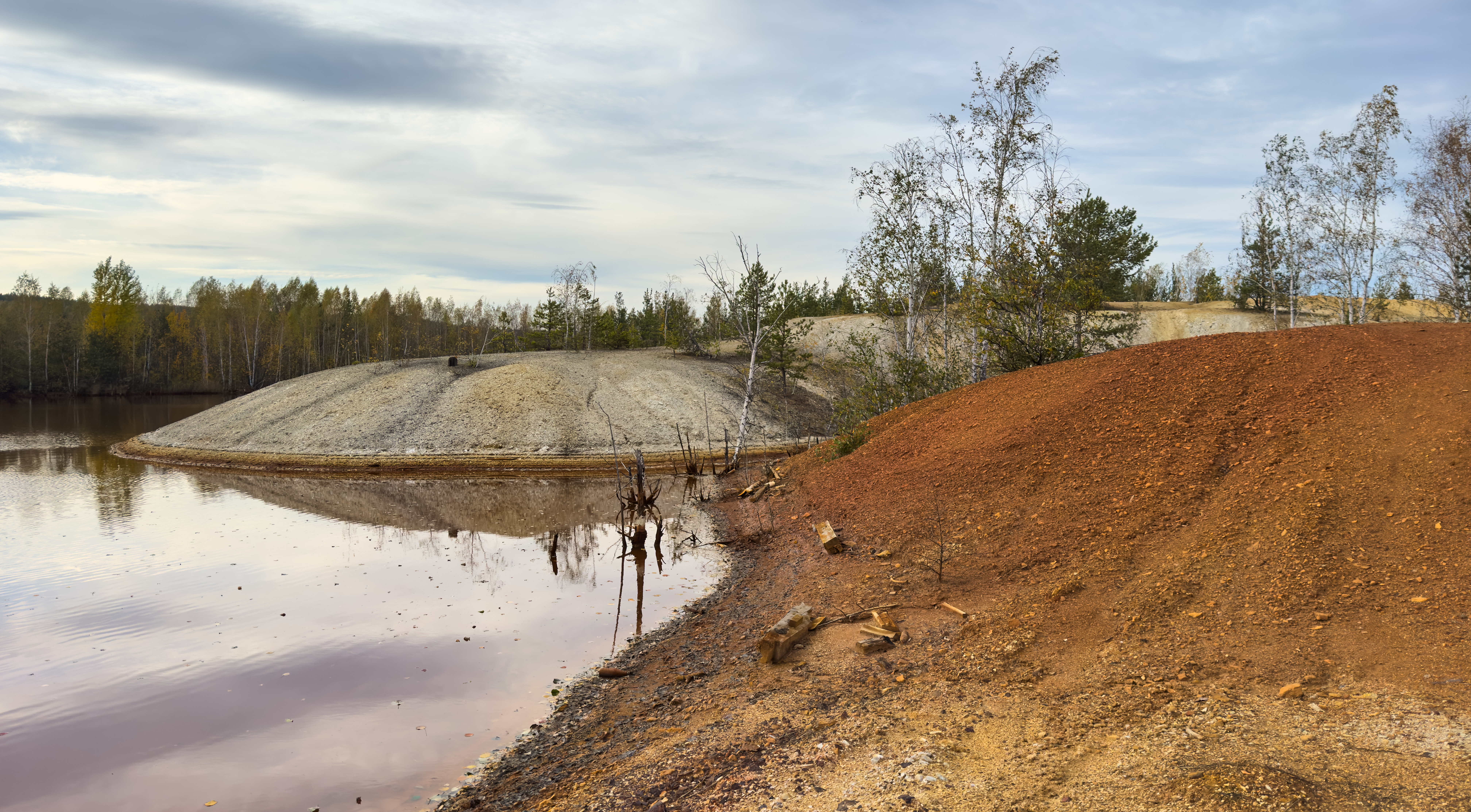
Шламовое озеро на севере Дегтярска
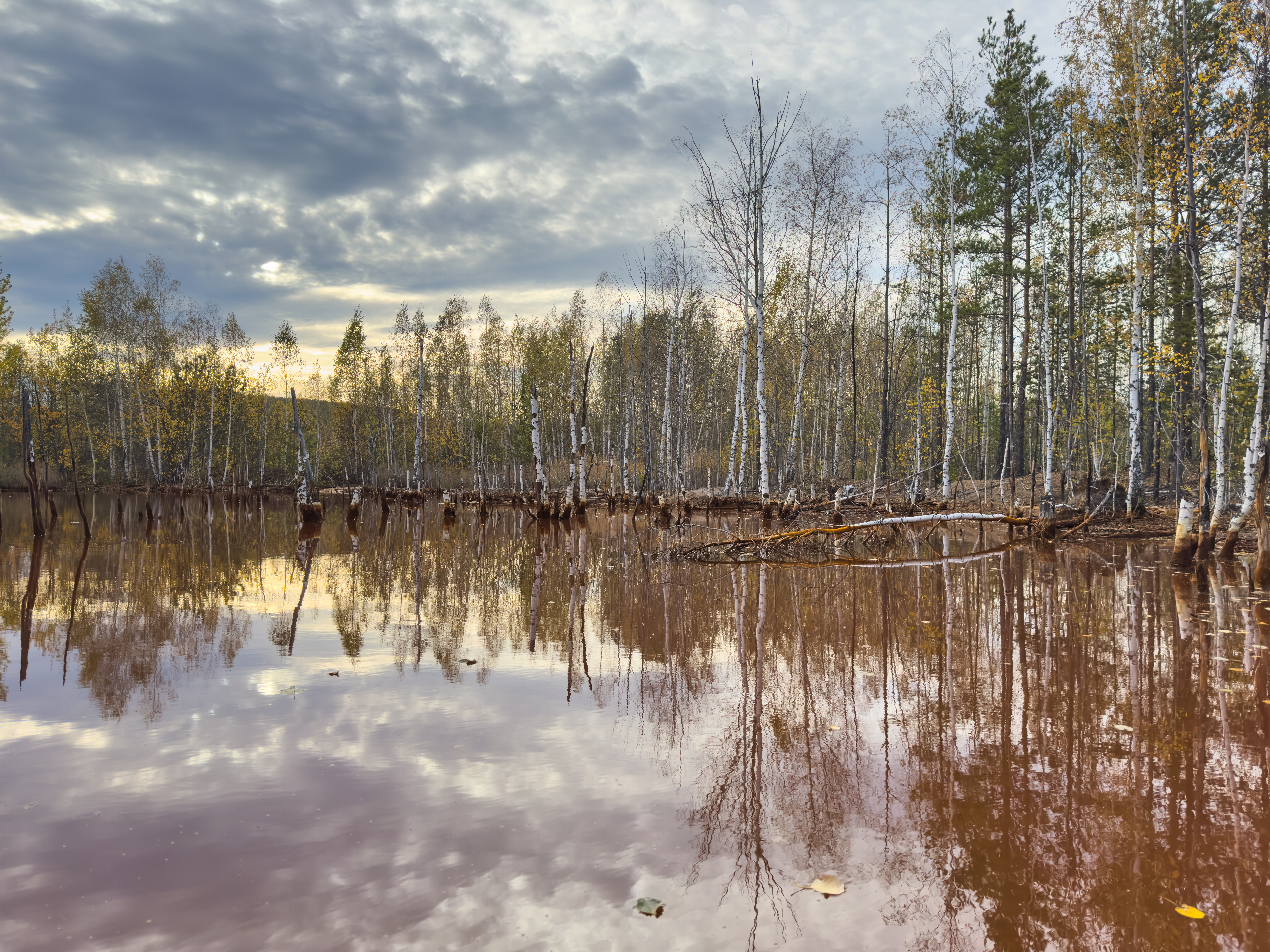
Шламовое озеро на севере Дегтярска
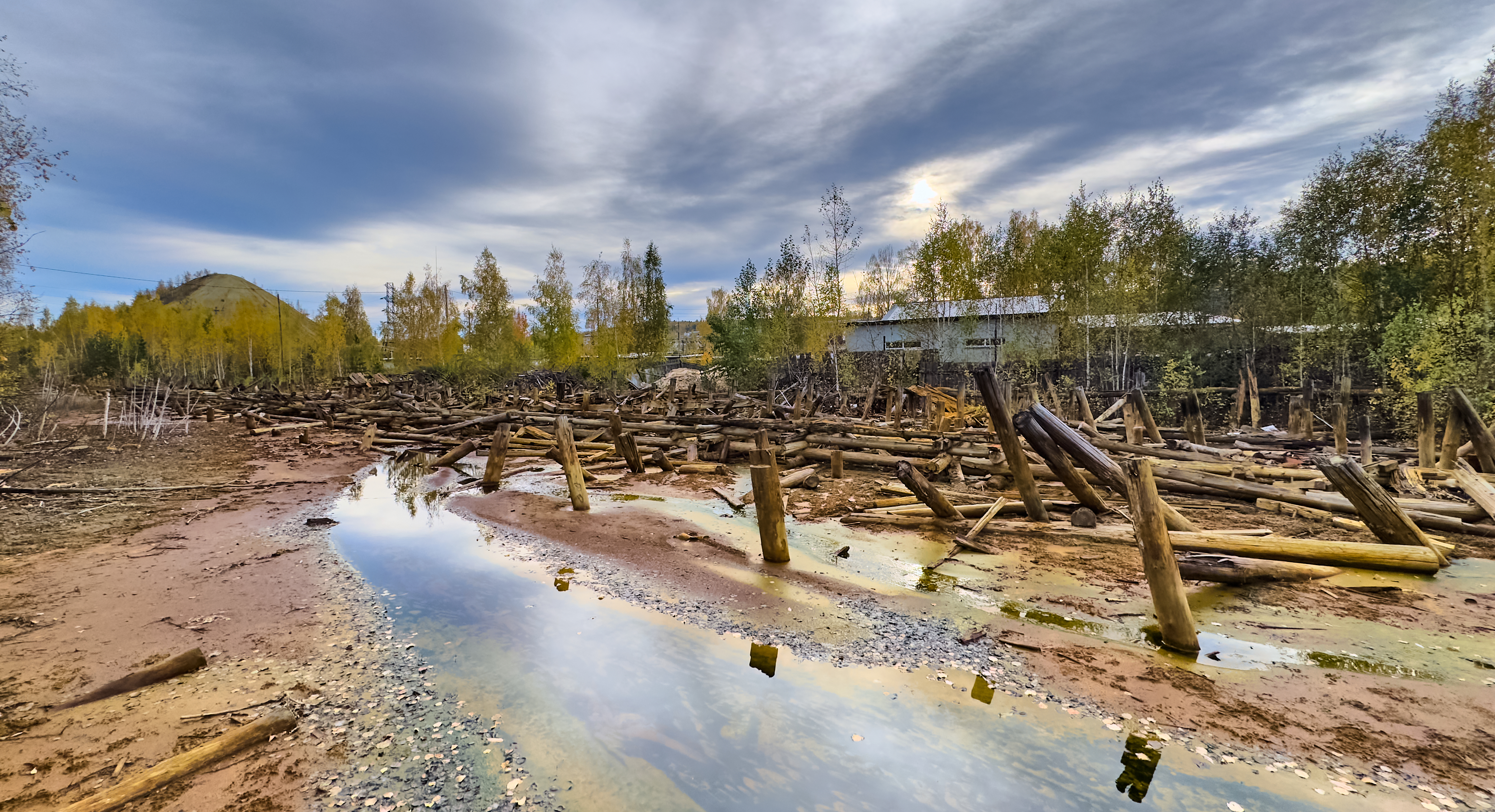
Сохранившиеся конструкции гидромедьцеха
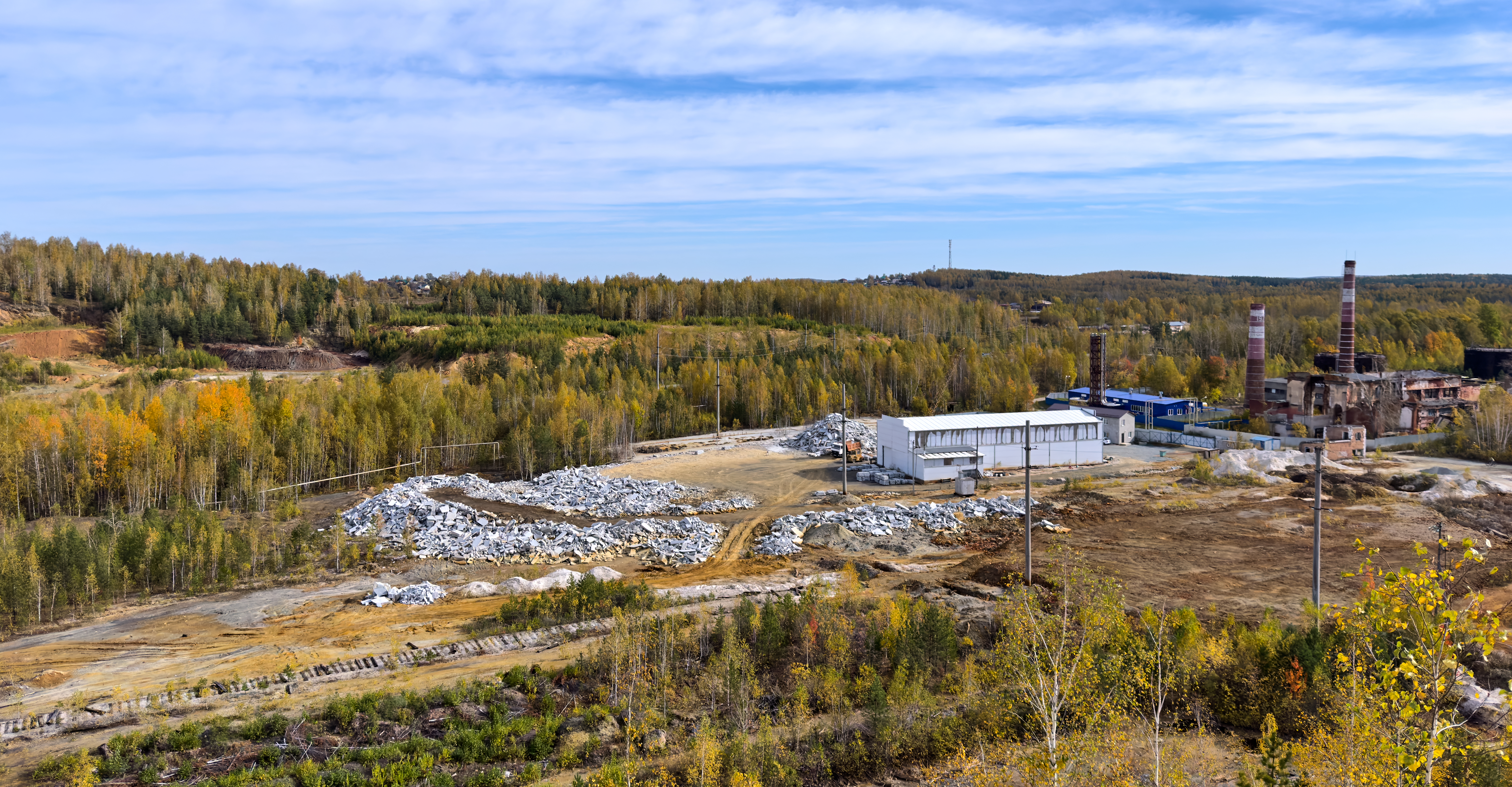
Справа бывшая котельная для отопления наземных сооружений рудоуправления

## Руководство рудоуправления
В разные годы Дегтярский медный рудник, а затем Дегтярское рудоуправление возглавляли: Иосиф Михайлович Малкин, Кузьма Исаевич Катая, Владимир Гилелевич Туровский, Владимир Михайлович Юдин.